# Кочкарьов Григорій Ларіонович
Григорій Ларіонович (Іларіонович) Кочкарьов (1883, село Пичанкі Сарапульського повіту Вятської губернії, тепер Зав'яловського району Удмуртії, Російська Федерація — ?) — радянський удмуртський діяч, член ВЦВК. Член Центральної контрольної комісії ВКП(б) у 1930—1934 роках.

## Біографія
Народився в селянській родині. Наймитував у заможних селян. У 1918 році був делегатом від удмуртського населення села Зав'ялово на 1-му Всеросійському з'їзді удмуртського народу.
Член РКП(б) з 1920 року.
У 1919—1929 роках — на відповідальній роботі у виконавчому комітеті Зав'яловської волосної ради. З 1929 року — контролер Удмуртского обласного земельного управління. 
З 1930 року — інструктор відділу кадрів Іжевського збройного і сталеробного заводу Удмуртської АРСР.
Потім працював сторожем у селі Пичанкі Зав'яловського району Удмуртської АРСР.
Подальша доля невідома.

## Нагороди
- медаль «За доблесну працю у Великій Вітчизняній війні 1941—1945 рр.» (1946)